# Bystrá nad Jizerou
Bystrá nad Jizerou (deutsch: Bistra an der Iser) ist eine 458 m hoch gelegene Gemeinde im Okres Semily, Liberecký kraj in Tschechien.
Der Ort wurde 1320 erstmals urkundlich erwähnt. 